# Сенадор-Канеду
Сенадор-Канеду (порт. Senador Canedo) — муниципалитет в Бразилии, входит в штат Гояс. Составная часть мезорегиона Центр штата Гойас. Находится в составе крупной городской агломерации Агломерация Гояния. Входит в экономико-статистический микрорегион Гояния. Население составляет 74 687 человек на 2006 год. Занимает площадь 244,745 км². Плотность населения — 305,2 чел./км².

## История
Город основан в 1989 году.

## Статистика
- Валовой внутренний продукт на 2003 год составляет 904 502 814,00 реалов (данные: Бразильский институт географии и статистики).
- Валовой внутренний продукт на душу населения на 2003 год составляет 13 960,53 реалов (данные: Бразильский институт географии и статистики).
- Индекс развития человеческого потенциала на 2000 год составляет 0,729 (данные: Программа развития ООН).

## География
Климат местности: тропический.